# Caracole de La Roque
Caracole de La Roque (née le 14 avril 2012) est une jument baie, inscrite au stud-book du Selle français, issue de l'étalon Zandor Z et d'une mère par Kannan. Elle est montée par Julien Épaillard, avec qui elle participe aux mondiaux d'équitation de saut d'obstacles de 2022 à Herning. Elle est ensuite acquise par le cavalier américain Karl Cook.

## Histoire
Elle naît le 14 avril 2012 au Haras de La Roque, situé à La Roque-Baignard dans le département du Calvados, en Normandie, en France. Il s'agit du haras de la famille Hécart.
La Top Stallion Company de Michel Hécart confie la jument à Julien Épaillard.
Elle enchaîne de nombreuses victoires pendant l'année 2022.
Le cavalier américain Karl Cook l'acquiert ensuite, et compte sur elle pour une participation aux Jeux olympiques d'été de 2024.

## Description
Caracole de La Roque est une jument de robe baie, inscrite au stud-book du Selle français. Son cavalier Julien Épaillard la décrit comme « incroyable » et « hors norme ».

## Palmarès

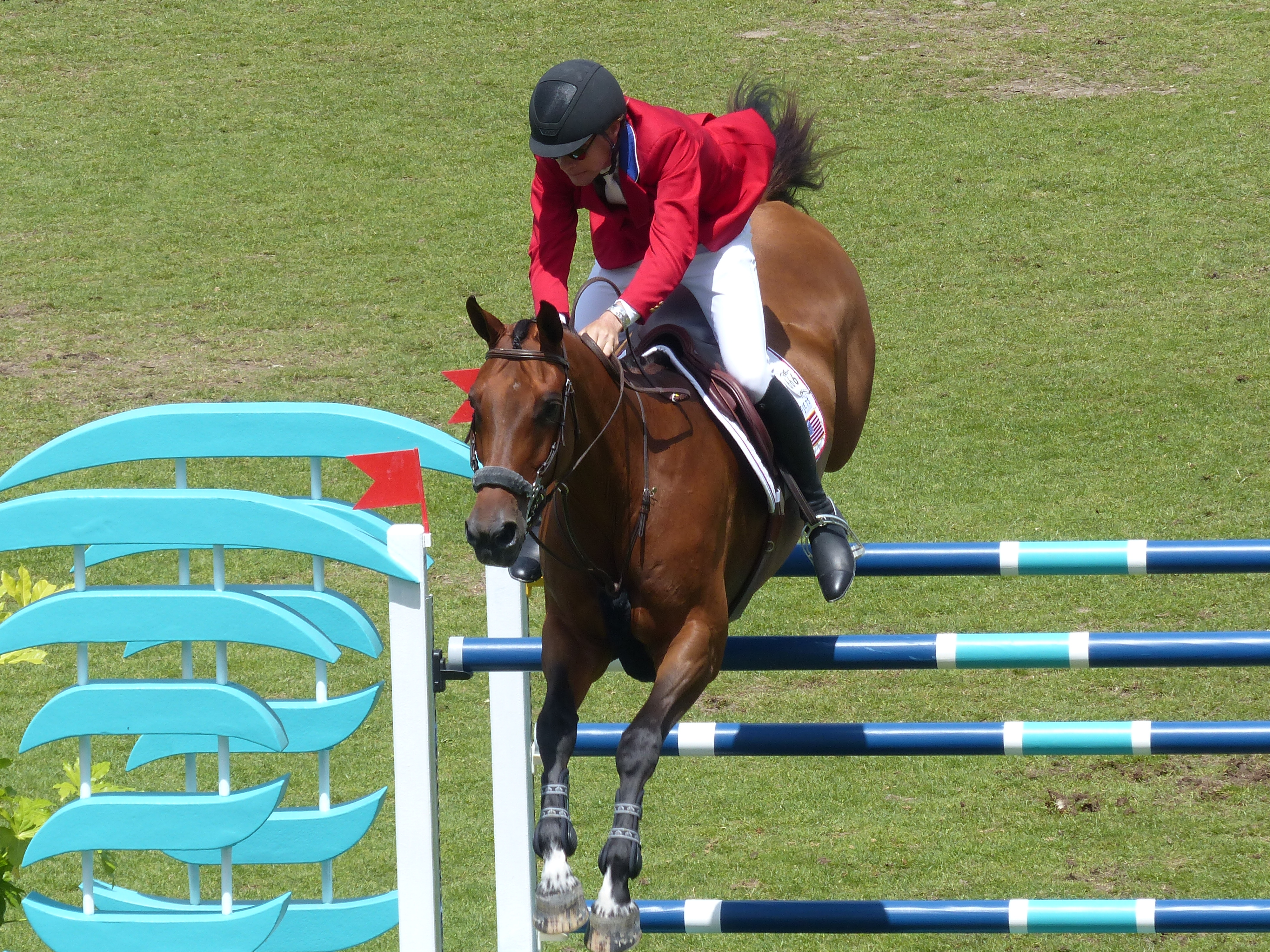
Caracole de la Roque montée par Karl Cook au CSIO de La Baule 2024.

- Août 2022 : vainqueur de l'épreuve de vitesse à 1,55 m du mondial de saut d'obstacles à Herning, au Danemark[6]
- Septembre 2022 : vainqueur du Grand Pric du CSI4* d'Opglabbeek, en 39.80 secondes[7], à 1,55 m[8].
- Octobre 2022 : vainqueur du Grand Prix du CSI4* de Saint-Lô, à 1,50 m[9],[10],[11].
- Novembre 2022 : vainqueur du Grand Prix d'Equita'Lyon[12], parcours de 14 obstacles avec 17 sauts[13].
- juin 2024 : seconde du Grand Prix du CSIO de La Baule à 1,60 m, avec Karl Cook[5]

En 2022, elle fait partie des chevaux qui permettent au stud-book Selle français de se maintenir à la seconde place mondiale en saut d'obstacles. Elle affiche alors un taux de parcours sans faute à 1,60 m exceptionnel, à 53 %.

## Origines
Caracole de La Roque est une fille de l'étalon Rhénan sang-chaud Zandor Z, qui a évolué en saut d'obstacles au plus haut niveau, et de la jument Selle français Pocahontas d'Amaury, par Kannan, née dans le département du Finistère chez Sophie Tromeur. Cararole compte dans son pedigree côté paternel un étalon Anglo-arabe réputé, Matador. Côté maternel, sa mère trace vers le fameux étalon Cor de la Bryère.

## Descendance
Elle a donné son premier poulain par Cornet du Lys le 9 avril 2022, via la technique du transfert d'embryon vers une mère porteuse, en l’occurrence la jument Trotteur français Vive Cordière, ce qui lui a permis de poursuivre sa carrière sportive.